# Italiener auf der Krim
Auf der Halbinsel Krim lebte und lebt auch heute noch eine italienischsprachige Volksgruppe, die meisten davon in Kertsch.

## Geschichte

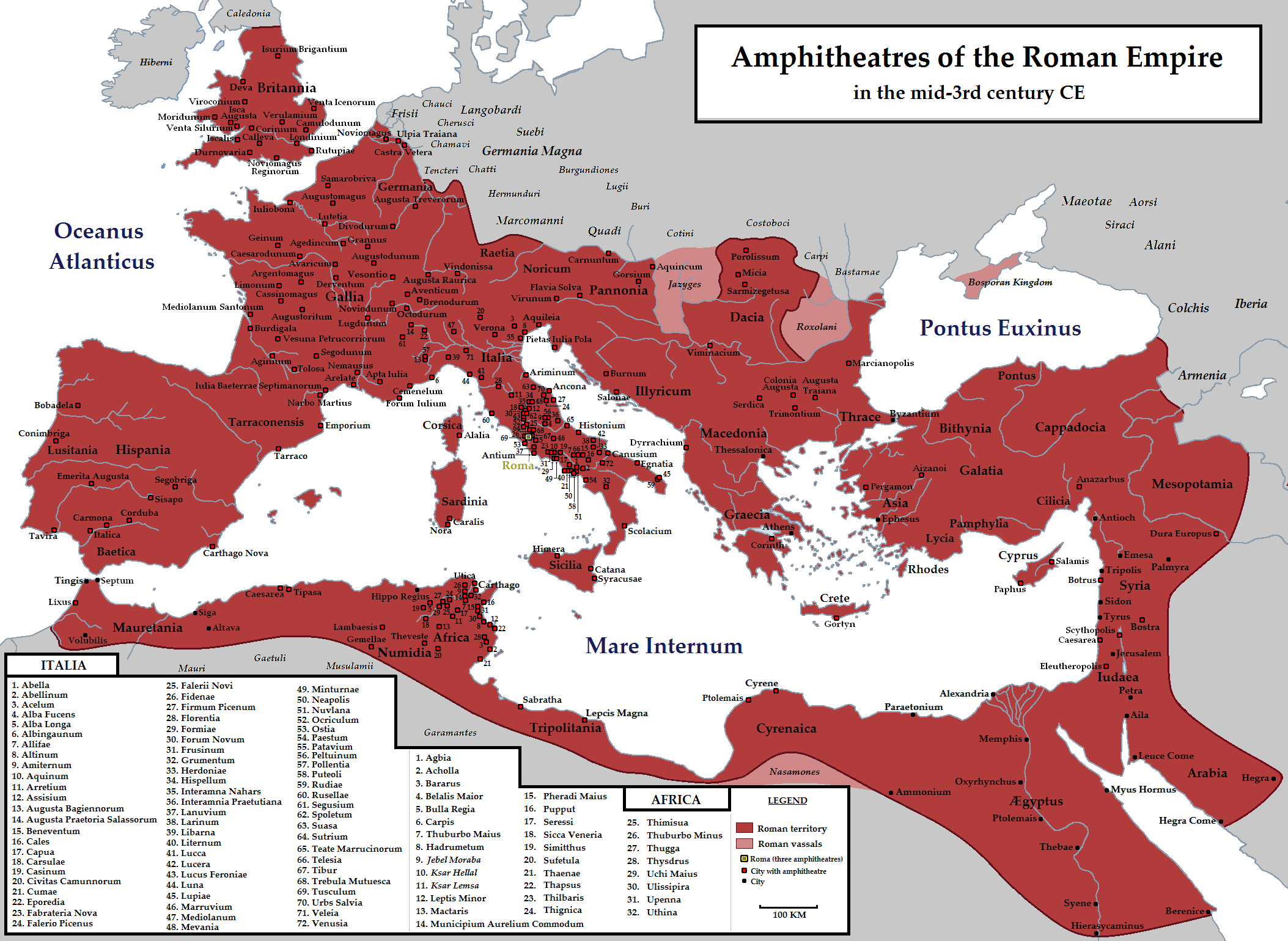
Das Römische Reich 117 n. Chr.

Vorfahren der Italiener besiedelten seit der Zeit des Römischen Reiches und der Republiken Venedig und Genua einige Gebiete der Ukraine und der Krim.

### Mittelalter

#### Die venezianischen Handelskolonien

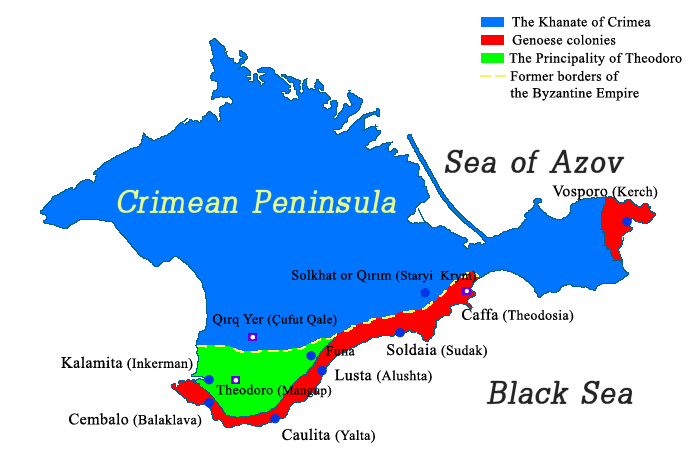
Die Krim im 15. Jahrhundert
Fürstentum Theodoro
Genueser Kolonien
Khanat der Krim

Nach den mittelalterlichen Kreuzzügen entdeckten Kaufleute aus Genua und Venedig die Krim als günstigen Posten für ihre nach Asien reichenden Handelsmissionen. Sie gründeten an der Südküste die bis heute bestehenden Städte Cembalo, Caulita, Lusta, Soldaia, Caffa und Vosporo als Niederlassungen.
In Soldaia landete 1253 der Franziskaner Wilhelm von Rubruk, um von dort aus seine Reise in den Fernen Osten Asiens zu beginnen, und 1260 besuchten die Brüder Maffeo Polo und Niccolò Polo, Vater des berühmten mittelalterlichen Chinareisenden Marco Polo, auf ihrer ersten Handelsreise ins Mongolenreich ihren Bruder Marco der Ältere im venezianischen Soldaia, wo dieser ein Kontor betrieb.
1340 bot Toloktomur, der damalige Emir von Solgat (Krim), den Venezianern die Stadt Vosporo (auch: Bosporus, das heutige Kertsch) mit ihrem Hafen und einem dazu gehörigem Gebiet an, sodass sie ebenso vollkommen Herrn darin wären wie die Genuesen in Caffa.

#### Die genuesischen Handelskolonien

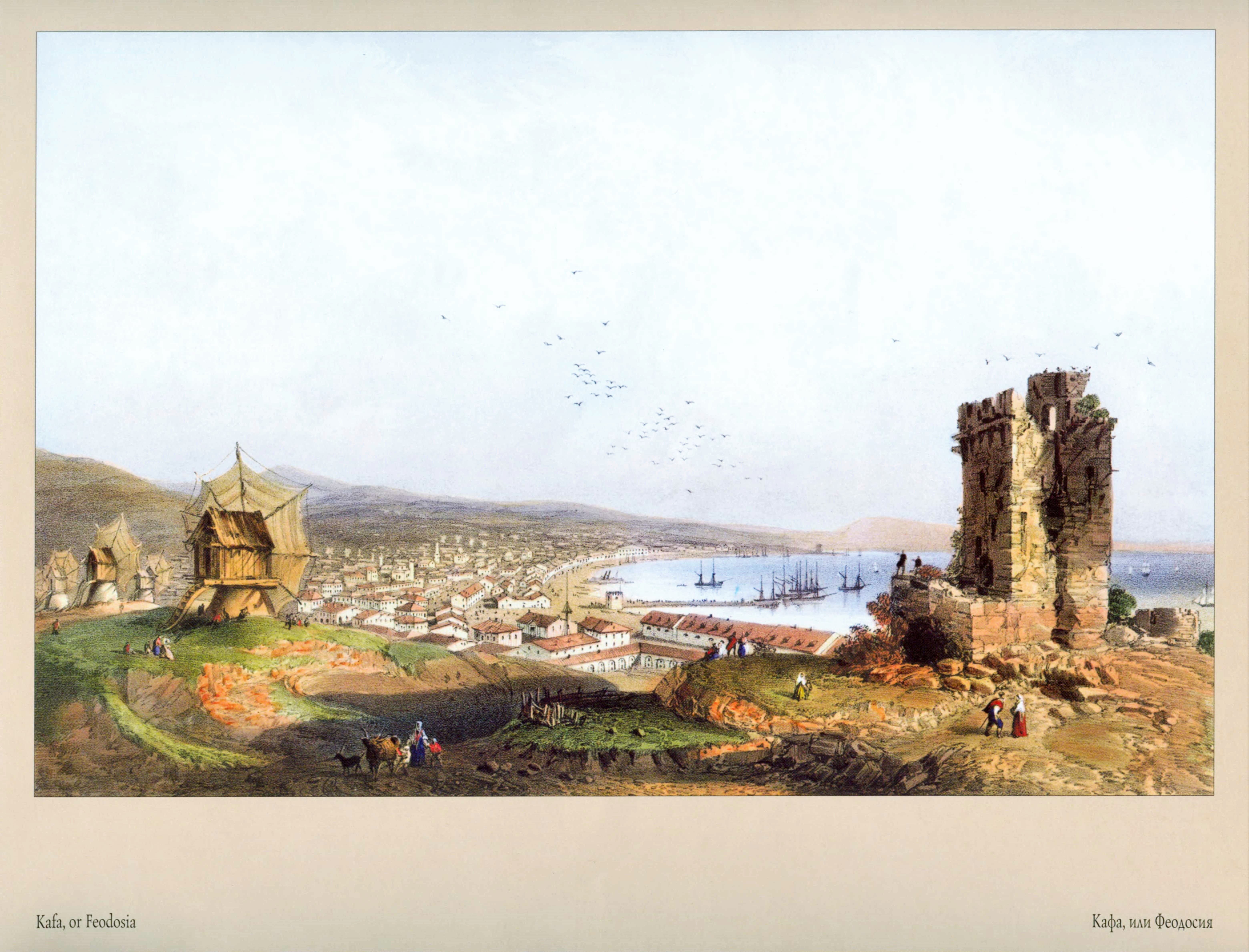
Carlo Bossoli: Feodossija (1856)

Nachdem Genueser Mitte des 13. Jahrhunderts vom Khan der Goldenen Horde die Erlaubnis zur Gründung einer Niederlassung bekommen hatten, gründeten sie 1266 eine Kolonie in der Siedlung Kafa (italienisch Caffa), in der Nähe des heutigen Feodossija.
1289 rief der aus Genua stammende Konsul von Caffa, Paolino Doria, die Kaufleute und Bürger der Stadt zusammen, um den in Bedrängnis geratenen 'Brüdern' in der genuesischen Hauptniederlassung in Tripoli zu helfen. Die Stadt war von dem Mamelukensultan Qalawun erobert, entvölkert und zerstört worden.
Im Jahr 1316 wurde der Konsul von Caffa angewiesen, den Armeniern, Griechen und andern nichtgenuesischen Christen einen gewissen Platz außerhalb der Stadtmauern gegen Zins zu überlassen.
Während sich mit der Zeit die Besitzungen Genuas auf der Krim von Caffa westwärts bis Cembalo ausdehnten, erweiterten sie sich im Osten von Kaffa durch die Erwerbung von Vosporo (Datum unbekannt). Vosporo, die eine bevölkerte und reiche Stadt war, wurde 1332 von Papst Johannes XXII. zur Metropole erhoben und ihr als geistlichen Hirten den Dominikaner Franz von Camerino vorgesetzt. Die früheste Erwähnung eines genuesischen Konsulats in Vosporo fällt in das Jahr 1456.
Die Eroberung der Krim durch das Osmanische Reich bedeutete das Ende der italienischen Handelskolonien. Nach der Einnahme von Caffa wurden die dort lebenden Italiener am 12. Juli 1475 mit all ihrer noch übrigen Habe nach Konstantinopel übersiedelt.

Einem Teil derselben gelang es auf der Überfahrt die osmanische Bemannung ihres Schiffes zu überwältigen und sich mit dem Schiff nach Moncastro zu retten; da sie aber bei der Verteilung der reichen Beute, die sich im Schiff befand, Streit bekamen, bemächtigte sich der Herr von Moncastro der Beute und jagte die Italiener davon. Die anderen gelangten nach Konstantinopel, bevölkerten eine bis dahin menschenleere Region der Stadt und zahlten dem Sultan die Kopfsteuer.

### Neuzeit

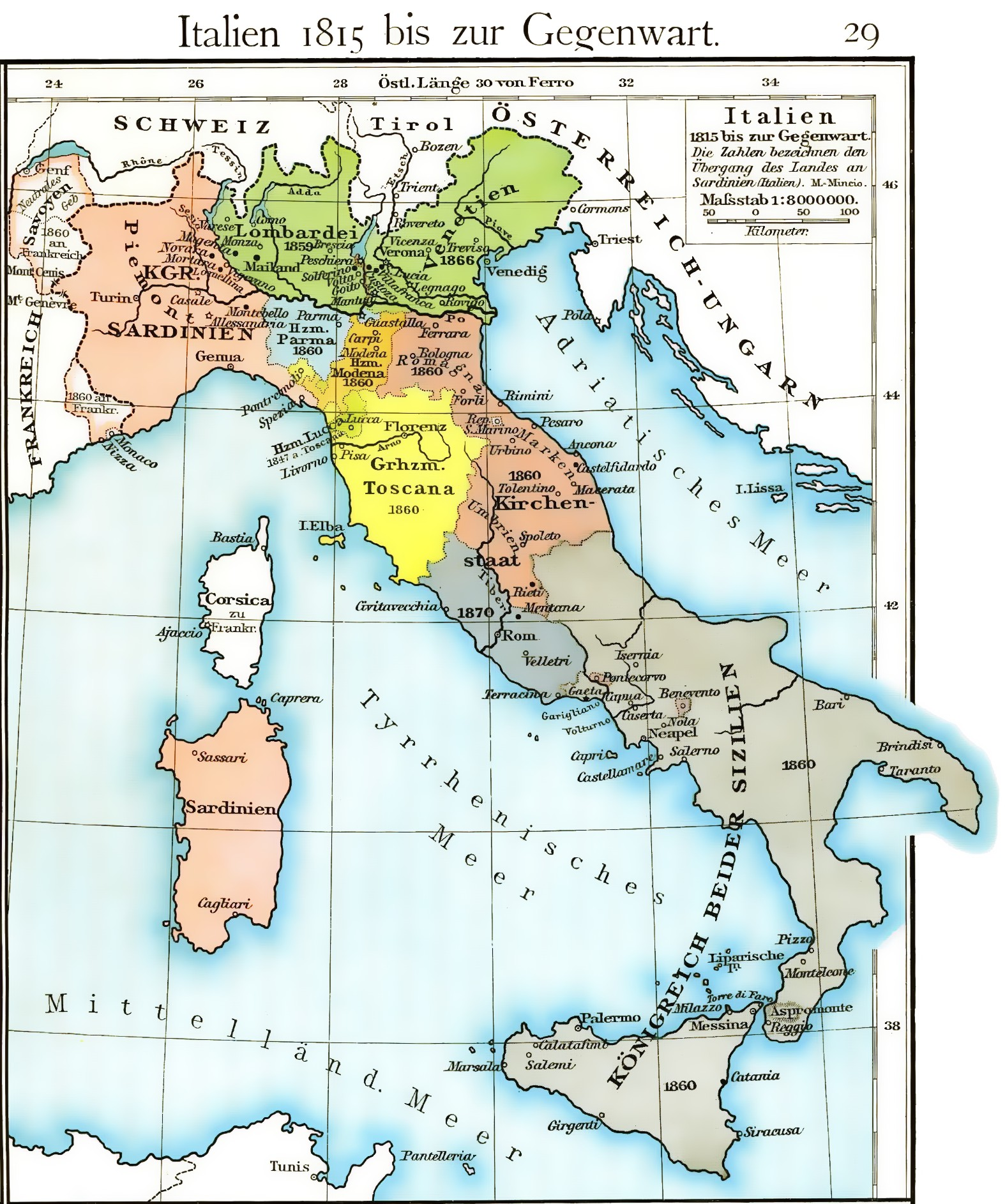
Königreich beider Sizilien in Italien 1815

Eine erneute Präsenz von Italienern in Feodossija mit Nachnamen wie Amoretti, Bianchi-Scoccimarro, Criscola, Durante, Gallera, Lagorio, Scassi und Spinelli ist aus der Zeit um 1800 überliefert. Die Zuwanderer kamen hauptsächlich aus Genua, und die Italienische und Genuesische Straße waren zwei der wichtigsten Straßen in der Stadt.

#### 19. Jahrhundert
Anfang des 19. Jahrhunderts siedelten Italiener aus verschiedenen Regionen (Ligurien, Kampanien, Apulien) Italiens auch in den Küstenstädten des Schwarzen Meeres und des Asowschen Meeres (Odessa, Nikolajew, Sewastopol, Mariupol, Berdjansk, Taganrog).

##### Anwerbung und Auswanderung
Nach dem Wiener Kongress von 1815 wurden zur Rekrutierung von Kolonisten Emissäre des Zaren Alexander I. ins Königreich beider Sizilien geschickt. Erfolgreich waren sie hauptsächlich in der Provinz Terra di Bari.

Angelockt durch Versprechen guter Verdienste, Fischreichtum, fruchtbarem Boden auf Kronsland (30 Desjatine = ~ 33 ha) und Steuerfreiheit bis zu 10 Jahren wanderten 1820 hauptsächlich Seeleute (Fischer, Bootsleute, Steuermänner, Werftarbeiter, Kapitäne), aber auch Bauern (Obstzüchter, Gemüsegärtner) mit besonderer Kenntnis im Oliven- und Weinanbau überwiegend aus den apulischen Städten Trani, Bisceglie, Molfetta und Bari nach Russland aus, wo sie sich hauptsächlich auf der Halbinsel Kertsch im Nordwesten der gleichnamigen Stadt niederließen.

Mitgenommen wurden aus der Heimat vor allem eine Fleischtomate, die heute Black Krim-Tomate genannt wird, die Rispentomate Regina di Torre Canne und Weinreben. 1895 zählte man 20.000 Weinreben.
Bald folgten den Auswanderern Lehrer, Notare, Ärzte, Ingenieure, Architekten, Kaufleute und Künstler. Zu nennen sind der Kaufmann Raffaele Scassi, der 1821 die Erlaubnis erhielt, den Hafen von Kertsch zu bauen und die Architekten Alexander Digby und Giorgio Torricelli, auf die die römisch-katholische Kirche, die wichtigsten historischen Gebäude der Innenstadt und das Museumsgebäude auf dem Berg Mithridates in Kertsch zurückgehen.
Unter den Einwanderern waren viele Eigentümer von Wasserfahrzeugen, mit denen sie Waren in die Häfen des Asowschen Meeres (Taganrog, Berdjansk, Mariupol) und des Schwarzen Meeres (Feodosija, Simferopol, Odessa, Cherson, Nikolajew) transportierten. Andere wiederum arbeiteten als Arbeitnehmer auf russischen Schiffen.
Im Gegensatz zu den Bauern, die fast alle ihre ursprünglichen Staatsangehörigkeiten (Königreich Sardinien, Königreich beider Sizilien) behielten, nahmen die auf russischen Schiffen Arbeitenden zuerst die russisch-zaristische und dann die sowjetische Staatsbürgerschaft an, da Artikel 48 des Gesetzbuches der Handelsmarine Ausländern untersagte, auf russischen Schiffen zu arbeiten.

„… Die Seeleute, die nach Kertsch kamen und gemäß einer Anordnung im Besitz der Zulassungsbescheinigung und eines von den politischen Behörden des Königreiches ausgestellten Passes sind und genötigt sind die Staatsangehörigkeit zu ändern, geben den lokalen Behörden ihren Pass ab, schwören den Untertaneneid und bekommen dafür einen russischen Pass; behalten aber ihre Zulassungsbescheinigung für eine eventuelle Wiederherstellung ihrer ursprünglichen Staatsangehörigkeit... Oft kommt es vor, dass diese Italiener, im russischen Sprachgebrauch als 'Bürger von Kertsch' bezeichnet, dort [in Kertsch] den Schwierigkeiten unterliegen (weniger diejenigen, denen etwas Vermögen hinterlassen wurde) und hierher in diese königliche Kanzlei [in Odessa] kommen. Frau und Kinder des Verstorbenen, die gemäß Artikel 11 [Absatz 3] des [italienischen] bürgerlichen Gesetzbuches [aus dem Jahr 1865] Ausländer geworden sind und im reinen Dialekt ihrer Provinz verlangen, zurückgeführt [nach Italien] zu werden...“

„… hier ist keine andere Küstenschifffahrt zwischen den Häfen des Reiches erlaubt als unter russischer Flagge. Deshalb gibt ein guter Teil von ihnen die italienische Staatsangehörigkeit auf, es sei denn, dass sie sie dann wieder annehmen, wenn sie sich entscheiden, in die Heimat zurückzukehren...
Aber nicht genug: Sie wollen die Bequemlichkeit beider Untertänigkeiten genießen, ohne Nachteile beider zu haben und deshalb registrieren viele ihre Kinder als italienische Untertanen sowohl bei den königlichen Ämtern der Konsulate als auch bei der örtlichen Behörde und behalten diese bis zum Alter der Wehrpflicht. Nach dieser Zeit nehmen die jungen Menschen die russische Staatsbürgerschaft an, was hier keinerlei Schwierigkeiten bereitet, und so erreichen sie den doppelten Zweck mit mehr Freiheit und Profit für ihre Unternehmen, indem sie den Wehrdienst sowohl in Italien als auch in Russland meiden....“

Die Italiener lebten sich schnell in der lokalen Gesellschaft ein, und die Gemeinde vergrößerte sich schnell. Kertsch zählte 1855 13.106 und 1870 zirka 30.000 Einwohner. 1884 lebten in der italienischen Kolonie über 1.000 Personen, von denen die meisten von der Adriaküste kamen und sich mit der Küstenschifffahrt beschäftigten oder als Seeleute und als Eigentümer ihren Lebensunterhalt verdingten.
Bald konnten die Italiener in Kertsch ihren Lebensstandard verbessern, kauften neues Land und Wasserfahrzeuge und eröffneten kleine Geschäfte. Manche zogen nach Feodossija, Simferopol, Odessa, Nikolaew, Mariupol, Berdjansk und in einige andere Häfen des Schwarzen Meeres, wie Batumi und Noworossijsk.
1870 kam es zu einer weiteren Auswanderungswelle aus Apulien nach Kertsch. Es waren Verwandte und Bekannte der Auswanderer von 1820 (s. o.), die durch vorteilhafte Angebote von Grundstücken, die der Zar zu einem guten Preis verkaufte, angelockt wurden, wonach die landwirtschaftliche Bevölkerung in Kertsch überwog.
Nach 1870 kam die Auswanderung ins Stocken. Wer sich ein Vermögen geschaffen hatte, kehrte nach Italien zurück.
1893 berichtete Alessandro De Goyzueta di Marchesi, italienischer Konsul von Odessa, dass die Kolonie Kertsch mit 86 italienischen Familien die größte der italienischen Kolonien wäre, aber wenn man diejenigen berücksichtigt, die wegen des Handels die russische Staatsbürgerschaft angenommen haben, kommt man auf zirka 1.500 Einwohner.

Nach einer Volkszählung aus dem Jahr 1897 waren in der Provinz Kertsch 1,8 % der Bevölkerung Italiener, ein Prozentsatz, der bis zum Jahr 1921 auf 2 % anstieg, was einer Einwohnerzahl von ungefähr 2.000 Personen entspricht.

#### 20. Jahrhundert

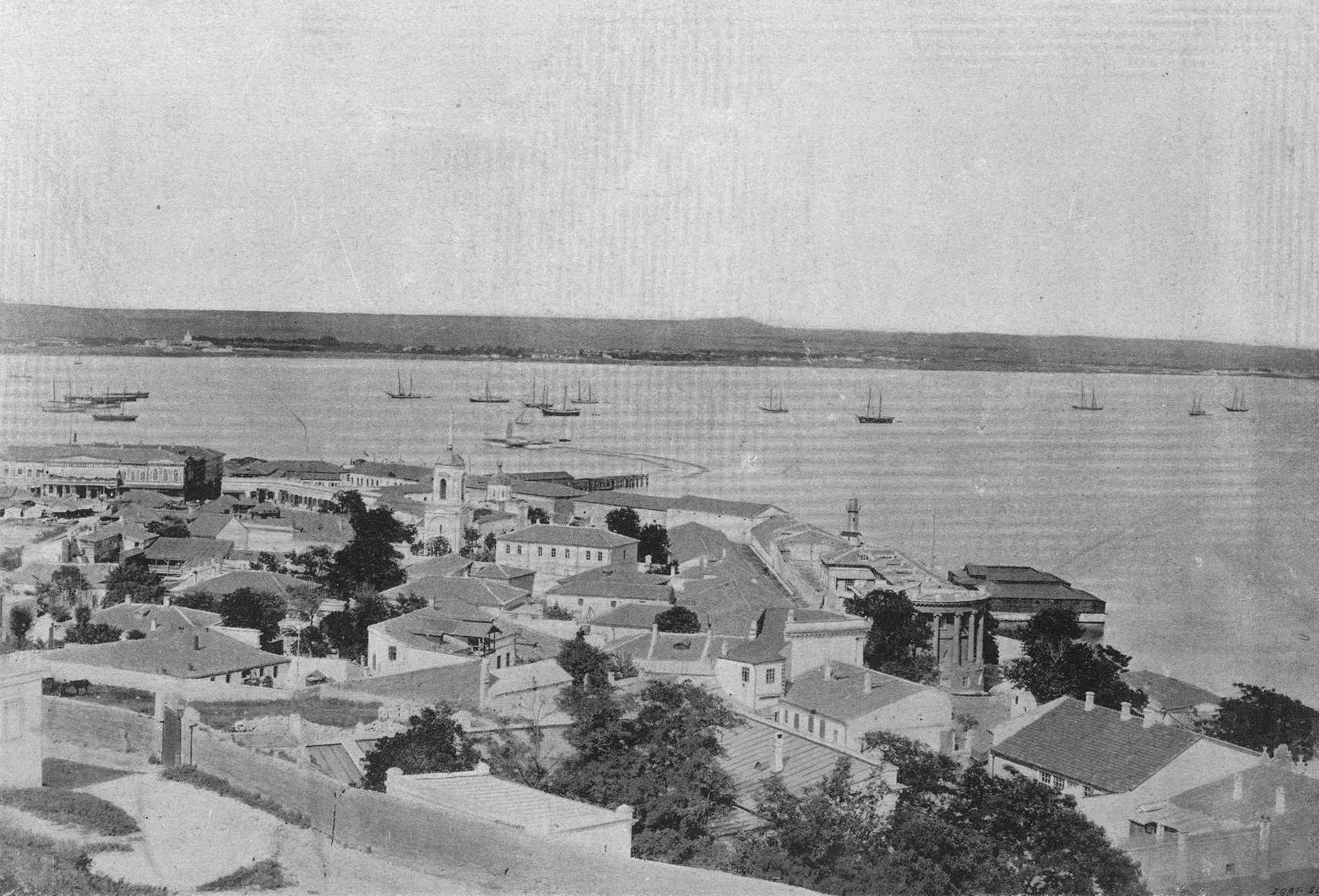
Kertsch um 1902

1914 gab es in Kertsch eine italienische Grundschule, eine Bibliothek und eine Genossenschaft. Die lokale Zeitung Kerčenskij Rabocij veröffentlichte damals regelmäßig Artikel in anderen Sprachen, darunter auch Italienisch.
Mit der Oktoberrevolution von 1917, mit der das Zarenreich zur Sowjetunion wurde, begann eine bittere Zeit für die Minderheiten in Russland. Über Jahre waren die politischen Verhältnisse im Schwarzmeergebiet instabil. Einige der Italiener, hauptsächlich wohlhabende Bauern, die ihre ursprüngliche Staatsbürgerschaft beibehalten hatten, beschlossen nach Italien zurückzukehren.
Das Königreich Italien stellte die diplomatischen Beziehungen mit Russland ein und berief die in Russland lebenden Italiener zurück; so auch die Kertschitaliener.
Am 18. März 1918 informierte der italienische königliche Agent von Feodossija den Minister, dass die Rückwanderung durch den militärischen Einmarsch von Truppen des Deutschen Reiches und Österreich-Ungarns in Odessa (Operation Faustschlag) eingestellt werden musste.

„Die italienische Militärmission macht bekannt, dass entschieden wurde, dass keine Amnestie für die Bürger gewährt wird, die wegen Desertion im aktuellen Krieg schuldig geworden sind.“

1919, während des russischen Bürgerkrieges, legten in Sewastopol zwei italienische Kreuzer an, die insgesamt 100–150 Italiener an Bord nahmen, die meisten aus der Krim.

Pjotr Wrangel, General der Weißen Armee, half zwischen April und November 1920, rund 150.000 Personen nach Konstantinopel zu fliehen. Unter ihnen auch zahlreiche italienische Familien aus Kertsch, die wegen bürokratischer Probleme zum Teil bis zu zwei Jahre auf ihre Einreisegenehmigung nach Italien warten mussten.

##### Kollektivierung
Von den rund 2.000 Personen italienischer Abstammung, die 1922 in Kertsch lebten, waren 650 „Untertanen des Italienischen Königreiches“. Diejenigen, die zuerst die russisch-zaristische und dann die sowjetische Staatsbürgerschaft angenommen hatten, waren diejenigen, die als Ausländer nach Artikel 48 des Gesetzbuches der Handelsmarine (s. o.) nicht in der Kriegs- oder Handelsmarine arbeiten durften.
Mit den Italienern von Kertsch beschäftigte sich Anfang der 1920er Jahre die Kommunistische Partei Italiens (italienisch: Partito Comunista Italiano) durch das Komitee für Auswanderung (italienisch: Comitato dell'Emigrazione). Die italienischen Antifaschisten, die Anfang der 1920er Jahre in die UdSSR geflüchtet waren, wurden nach Kertsch geschickt, um die dort lebende italienische Minderheit „umzuerziehen“. Sie schleusten sich in die Gemeinde ein, gaben Unterricht in italienischer Einheitssprache, machten antifaschistische Propaganda und erstatteten dem NKWD Bericht. Die italienischen Lehrer wurden als inkompetent für die Ausbildung der Kinder in der UdSSR aus dem Schulamt entlassen und gegen an den Richtlinien der Partei orientiertes Personal aus Moskau ausgetauscht.
Auf Initiative des ehemaligen italienischen kommunistischen Abgeordneten Anselmo Marabini wurde im Jahr 1924, 15 Gehminuten von Kertsch entfernt, eine landwirtschaftliche Genossenschaft gegründet, die als Musterkolchos dienen sollte. Später erhielt der Kolchos zu Ehren von Ferdinando Nicola Sacco und Bartolomeo Vanzetti, zwei in den USA hingerichteten italienischen Anarchisten, den Namen „Sacco und Vanzetti“. Die Initiative erhielt die volle Unterstützung seitens der sowjetischen Behörden, stieß aber auf starken Widerstand vor allem unter den wohlhabenden Kertschitalienern. Leiter des Kolchos wurde Marco Simone, nachdem er dem neuen Kurs der Bolschewiki beigetreten war.
Im Zusammenhang mit der Zwangskollektivierung (1930–1933) wurden auf der Krim 16 Kolchosen von 16 verschiedenen ethnischen Minderheiten gegründet. Der größte Kolchos war der armenische, gefolgt vom italienischen mit 870 ha Land und einem Viehbestand von 80 Kühen, 200 Schafen und Schweinen und einem Dutzend Pferde.

##### Verfolgung
Mehr als die Hälfte der Kertschitaliener widerstanden der Initiative, ihr eigenes Land dem Kolchos zu übergeben, und wer konnte, floh und versuchte, nach Italien zurückzukehren. Wer blieb, verlor als „sozial fremdes Element“, als der Partei und dem Sowjetstaat gegenüber feindlich gesinnter Person oder als „Ausbeuter“, wie Unternehmer, Händler und wohlhabende Bauern (Kulaken) sein Wahlrecht und wurde als „Lischenzy“ (Mensch ohne Rechte) stigmatisiert. Der Verlust des Wahlrechtes bedeutete außer dem Verlust seiner Arbeitsstelle den Ausschluss aus Gewerk- und Genossenschaften, was wiederum unmöglich machte, Brotkarten zu erhalten, auch den Verlust von Sozialwohnungen und in einigen Fällen, nach der Einführung der Pässe in den 1930er Jahren, die Vertreibung aus den Großstädten. Die „Lischenzy“ bekamen außerdem individuelle Steuern mit erhöhten Sätzen auferlegt, bis hin zur Verhinderung am Studium oder zum Eintritt ins Militär. In den 1920er Jahren wurden 51 Kertschitaliener in die Liste der „Lischenzy“ aufgenommen.

„… Lischenzy sind solche Sowjetbürger, die ihr Wahlrecht und hiermit beinahe ihre sämtlichen sonstigen Rechte, darunter die Rechte auf Brotkarte und Wohnfläche, verloren haben, weil sie, nach Erkundungen der gestrengen Behörde nicht zu den Werktätigen gehören. Unter Werktätige versteht man in Rußland Angestellte der Staatsämter, Fabrikarbeiter und Kleinbauern, letztere nur dann, wenn sie selbständig ihren Acker bebauen, ohne bezahlte Arbeiter zu benutzen. Alle anderen Bevölkerungsschichten, etwa Kleinhändler, Inhaber kleiner Werkstätten oder Menschen, die überhaupt keine Tätigkeit aufzuweisen haben, werden als „klassenfremdes Element“ betrachtet und dementsprechend behandelt.

Die Kinder solcher Lischenzy haben es schwer im Leben weiterzukommen. Die Sünden der Väter rächen sich bis zur vierten Generation.... Die Lischenzy-Nachkommen begegnen überall großem Mißtrauen. Sie werden aus der Partei, aus den Amtsstellen und den Hochschulen erbarmungslos hinausgestoßen, oder, wie man sich in Rußland auszudrücken pflegt, herausgesäubert....“

In den 1930er Jahren wurden viele der „Lischenzy“ festgenommen und zu drei Jahren Verbannung in sogenannte Specposëlki („Sondersiedlungen“) in Kasachstan und Sibirien verurteilt.
Nach einer Volkszählung aus dem Jahr 1933 war die italienischstämmige Bevölkerung in der Provinz Kertsch auf 1,3 % gesunken, was einer Einwohnerzahl von ungefähr 1.320 Personen entspricht, rund 750 Personen weniger als im Jahr 1921 (s. o.), verglichen mit den 71,6 % Russen, 8,8 % Ukrainer, 7,7 % Juden, 3,9 % Tataren, 2,1 % Griechen, 1,9 % Armenier, 0,5 % Deutsche, 0,1 % Bulgaren u. a. mehr.
Nach der Ermordung von Sergei Mironowitsch Kirow im Dezember 1934 sollte die Partei aus stalinistischer Sicht von politisch „unzuverlässigen“ und oppositionellen Personen „gesäubert“ werden.

Im so genannten Großen Terror von 1937 bis 1938 erreichten die politischen Säuberungen ihren Höhepunkt: jeden Tag wurden etwa 1.000 Menschen erschossen.

In diesem Zeitraum wurden in der UdSSR nach Artikel 58 des sowjetischen Strafgesetzbuches 204 Italiener der Spionage zugunsten Italiens und konterrevolutionärer Aktivitäten beschuldigt, verhaftet, gefoltert und im Schnellverfahren zu jahrelanger Zwangsarbeit im Gulag in Kasachstan und Sibirien verurteilt, wo die meisten der Kälte, dem Hunger und den Strapazen erlagen. 105 wurden zum Tod durch Erschießen verurteilt: 26 im Jahr 1937 und 79 im Jahr 1938. Viele ihrer Körper liegen in den Massengräbern von Butowo oder Kommunarka. In Butowo wurden 29 und in Kommunarka 8 Italiener erschossen.
Dante Corneli, italienischer Schriftsteller und Antifaschist, der 1922 in die UdSSR flüchtete und dann selbst 24 Jahre im Arbeitslager Workuta verbrachte, spricht von mehr als 2.000 italienischen Opfern des landwirtschaftlichen Kolchos in Kertsch.
Nach dem russischen Akademiker Wladimir F. Schischmareff, der sich mit der Sprache der Apulier auf der Krim beschäftigte, lebten 1940 in Kertsch, der Heimat der größten Kolonie der Italiener im Land, noch mehr als 1.100 Italienischstämmige und weitere noch in Feodossija, Taganrog, Cherson und Krasnodar.
In den 1930er Jahren häuften sich die Anfragen der in Südrussland lebenden Italiener und Italienischstämmigen an die italienische Botschaft in Odessa. Sie baten entweder um Hilfe zur Rückwanderung nach Italien, die Heimat der Ahnen, oder um eine Intervention zur Erlangung einer Aufenthaltsgenehmigung, was von den sowjetischen Behörden verweigert wurde.

Die Anträge auf Rückführung waren viel höher als die Vorhersagen des Generalkonsuls von Odessa, der über Repressionen, Durchsuchungen, Beschlagnahmen, Verhaftungen und Deportationen der Italiener während der Kollektivierung berichtete. Während einigen die Rückwanderung gelang, wurden andere als italienische Staatsbürger von den sowjetischen Behörden ausgewiesen.

##### Deportation
Mit dem Ausbruch des Zweiten Weltkriegs und dem Einmarsch der Wehrmacht in die Sowjetunion im Juni 1941 ließ Stalin am 20. August 1941, noch vor Eintreffen der deutschen Wehrmachtsverbände auf der Krim im Herbst 1941, aus Furcht vor einer Kollaboration mit dem Feind (Deutsches Reich) fast 53.000 Krimdeutsche „auf ewige Zeiten“ vertreiben.
Kertsch wurde am 16. November 1941 für sechs Wochen von der Wehrmacht besetzt und am 30. Dezember 1941 in der Kertsch-Feodossijaer Operation von der Roten Armee kurzzeitig zurückerobert.

Die dort lebende italienischstämmige Bevölkerung wurde zum Volksfeind erklärt und auf der Grundlage einer von der deutschen Wehrmacht durchgeführten Volkszählung wegen angeblicher Kollaboration mit dem Feind „zur eigenen Sicherheit“ in drei Deportationsschüben nach Kasachstan und Sibirien deportiert.

„Italienerin komm heraus! Du hast zwei Stunden Zeit, dich für die Reise vorzubereiten. Du unterliegst der Deportation aus der Stadt! Italien kämpft an der Seite Deutschlands, somit unterliegen alle Italiener der Deportation.“

Die Quellen stimmen mit der Zahl der Deportierten nicht überein. Schätzungen zufolge waren es nicht weniger als 2.000 Kertschitaliener. Die erste und umfangreichste Deportation fiel in die Zeit vom 28./29. Januar 1942, und wer der ersten Razzia entkommen war, wurde vom 8. bis 10. Februar 1942 (72 Personen) deportiert. Die wenigen Familien (weniger als zehn), die noch übrig blieben, wurden am 24. Juni 1944 nach der zweiten Rückeroberung der Roten Armee deportiert. Während die ersten beiden Gruppen nach Kasachstan deportiert wurden, wurde die dritte und letzte Gruppe nach Sibirien verschleppt.
Innerhalb von zwei Stunden mussten die Deportierten abfahrbereit sein und sich nach Kamysch-Burun (heute: Arschynzewo, ein Stadtviertel im Südwesten von Kertsch), dem Sammelplatz, begeben. Jede Person durfte nicht mehr als 8 kg mitnehmen.
Bartolomeo Evangelista (* 1915 in Kertsch; †nach 2000 in Saratow), der von den sowjetischen Behörden beschuldigt wurde, während der deutschen Besetzung der Stadt, weiterhin seinen Aufgaben als Chefingenieur im Trockendockwerk von Kertsch nachgegangen zu sein, berichtet:

„... In der Nacht zum 29. Januar 1942 wurde ich von der Untersuchungshaftzelle zu Major Khvatov, Leiter des NKWD der Stadt Kertsch, geführt.

Er richtete sich an mich und sagte:
„Bartolomej, ich erinnere mich an deinen Vater aus der Zeit, als wir ohne Hosen herumrannten. Jetzt begibst du dich nach Kamysch-Burun, wo sich alle Italiener von Kertsch versammelt haben. Sie werden euch nach Osten verschicken und merke dir eins: Auge um Auge, Zahn um Zahn....““

In Kamysch-Burun wurden die Kertschitaliener im Morgengrauen des 29. Januar auf Lastwagen verladen, an den Hafen gefahren und im Laderaum von zwei Dampfern verstaut. Kurz nach der Abfahrt versank einer der Dampfer nach einem deutschen Bombenangriff mit seiner menschlichen Ladung. Der andere Dampfer, „Kalinin“, kam am Nachmittag gegen 5 Uhr in Noworossijsk an. 400–500 Menschen wurden am Anlegeplatz ausgeladen und mussten die Nacht im Freien auf dem Pier verbringen.
Von Noworossijsk ging es am 31. Januar weiter in zehn Viehwaggons (zwei bei der zweiten Deportationsgruppe). Es begann eine über 6.000 km lange Reise durch sechs heute unabhängige Staaten: Russland, Georgien, Aserbaidschan, Turkmenistan, Usbekistan und Kasachstan.

Über Baku in Aserbaidschan, Krasnowodsk in Turkmenistan, Aralsk in Kasachstan kamen die Deportierten in der Nacht zum 5. März 1942 (10. April 1942 bei der zweiten Deportationsgruppe) bei −30 °C in Atbassar in der Provinz Akmolinsk an, wo sie in der Steppe ausgesetzt wurden. Wer Glück hatte und als zur Arbeit geeignet angesehen wurde, wurde von Vertretern der Kolchosen ausgewählt und auf Karaganda, Akmolinsk und Umgebung aufgeteilt, wo sie in Baracken und Semljankas (Erdhütten) untergebracht wurden.
Die meisten der deportierten Kinder und älteren Menschen starben infolge der Strapazen, der Kälte, des Hungers und der Krankheiten der wochenlangen Fahrt. Die Leichen wurden in den wenigen Bahnhöfen, wo die Züge anhielten, zurückgelassen.

„… Meine beiden Kinder (zwei und fünf Jahre alt) starben wie alle an Fleckfieber und Lungenentzündung ... Einen habe ich am Bahnhof von Kartaly zurückgelassen; den anderen habe ich mitgenommen...“

„... Während dieser „Reise“ starben zwei von vier Kindern meiner Schwester Lina und ich ließ sie an den medizinischen Versorgunsgstellen der Bahnhöfe, den ersten am Bahnhof von Kartaly, den zweiten weiß ich nicht mehr wo, [zurück]. Unsere Familie bestand aus elf Personen: meine Mutter, mein Onkel, meine Großmutter, meine Schwester, meine Frau, ich und fünf Kinder. Im September 1942, nach sechs Monaten, waren wir nur noch zu sechst, meine Mutter, meine Schwester, meine Frau und ich und die älteste Tochter meiner Schwester. In anderen Familien war der Zustand nicht besser. In der Familie Simone sind von sieben Personen nur zwei übrig geblieben. In der Familie von Tante De Martino von 5 Personen nur zwei usw....“

Während Frauen, Kinder und ältere Menschen in die Kolchosen nach Karaganda (Dolinka), Spasski, Akmolinsk und Atbassar (Prigorodnoje) geschickt wurden und dort nach Überlebensmöglichkeiten suchen mussten, die man den „Faschisten“ eigentlich gar nicht zubilligte, wurden die Männer zwischen 15 und 65 Jahren zur Zwangsarbeit in das metallurgische Kombinat von Tscheljabinsk transportiert, das unter der Leitung des NKWD im Bau war.

Auf dem Territorium des Kombinats befanden sich 15 Lagerpunkte (OLP = separater Arbeitslager-Subsektor), wo mehr als 90.000 Menschen untergebracht waren: Deutsche, Italiener, Ungarn, Rumänen, Polen, Finnen usw., die zum Teil im Bau des metallurgischen Kombinats, zum Teil in den Bergwerken und im Bau von Straßen und Häusern eingesetzt wurden.
Alle Deportierten wurden nach ihrer Ankunft in der Geschäftsstelle der Militärführung registriert. Der Pass wurde abgenommen und mit einem Stempel Spezposelenie (Sondersiedlung) versehen. Verboten war, sich ohne die Erlaubnis der Militärverwaltungsleitung außerhalb des jeweiligen Dorfes frei zu bewegen. Außerdem mussten sich die Deportierten einmal im Monat bei der Militärführung melden.
Deportiert wurden allerdings nicht nur die Italienischstämmigen, sondern auch die italienischen Antifaschisten, die in den 1920er Jahren aus Italien geflüchtet waren und in der Sowjetunion Unterschlupf gefunden hatten (s. o.). Die italienische Botschaft in Moskau interessierte sich für die italienischen Bürger, die seit 1941 in Karaganda im Lager 99 interniert waren. Einige von ihnen wurden freigelassen, ausgewiesen und nach Italien abgeschoben.
Einige der wenigen Überlebenden erhielten in den 1950er und 1960er Jahren während der Amtszeit Chruschtschows die Erlaubnis, nach Kertsch zurückzukehren. Dort mussten sie feststellen, dass sie alles verloren hatten und nicht mehr in ihre ehemaligen Häuser zurück durften. Viele konnten nicht einmal mehr nachweisen, dass sie italienischer Abstammung sind, da ihnen ihre Dokumente im Moment der Deportation abgenommen worden waren.

„... Als es uns nach Jahren gelungen war, nach Kertsch zurückzukehren, waren unsere Häuser von Fremden besetzt und wir haben kein Recht. Auch das Land auf dem Friedhof, das einst von unserem Urgroßvater gekauft wurde, ist mit Gräbern anderer besetzt...“

Einige Familien blieben in Tscheljabinsk, in anderen Orten im Ural, in Kasachstan, in Usbekistan, in Kuban, in der Republik Komi und in Saratow. 1993 lebten in Kasachstan noch 365 Personen italienischer Abstammung.
Offiziell kamen bei diesen Deportationen 1.028 Italiener ums Leben; die Hälfte davon gehörte zur Gemeinde Kertsch. Die anderen waren ausgewanderte italienische Antifaschisten, vor allem kommunistische Aktivisten.

## Aktuelle Situation
Am 26. April 1991 verabschiedete der Oberste Sowjet das Gesetz № 1107-1 „zur Rehabilitierung der repressierten Völker“. In diesem Dokument wurden ausdrücklich 20 Nationalitäten und „andere“ zur Rehabilitierung angegeben.

Nach dem Zerfall der Sowjetunion und der Zuweisung des Territoriums an die Ukraine übernahm das Parlament der Autonomen Sozialistischen Sowjetrepublik der Krim 1992 die sowjetische Resolution und erkannte die deportierten lokalen ethnischen Minderheiten der Tataren, Deutschen, Griechen, Armenier und Bulgaren an.

In Kertsch wurde das „Denkmal gegen Grausamkeit und Gewalt“ errichtet, das die fünf Nationalitäten auflistet. Die Italiener, die für die Sowjets unter „andere“ fielen, waren nicht als deportierte Ethnie anerkannt worden (Stand: März 2015). Diese Anerkennung ist mit wirtschaftlichen Vorteilen verbunden. Dies sind Rentenerhöhung, Preisnachlass auf Medikamente und Transport, Befreiung von Studiengebühren, kostenlose Ferienlager für Kinder und finanzielle Unterstützung für die Rückkehr auf die Krim für diejenigen, die noch in den Deportationsorten leben.
Von 1992 bis 1997 erhielt die italienische Botschaft in der Ukraine 47 Anträge auf Erhalt der italienischen Staatsangehörigkeit, von denen nur zwei einen positiven Ausgang hatten. Nur sehr wenige Mitglieder der italienischen Gemeinde auf der Krim haben heute eine ordnungsgemäße Dokumentation, da ihr Hab und Gut zusammen mit den Reisepässen im Moment der Deportation beschlagnahmt worden sind.
Nach der Rückkehr auf die Krim haben viele ihre ethnische Herkunft verborgen und die Russifizierung ihres Namens erhalten. Heute leben die meisten der Italiener (mehr als 300) in Kertsch. Nachnamen wie Bianchi, Fabiano, Giacchetti, Pergalo, Petroni u. a. erinnern an ihre Herkunft.
Am 28. Juli 2008 wurde unter dem Vorsitz von Giulia Giacchetti Boico der Verein CERKIO (Comunità degli Emigrati in Regione di Krimea – Italiani di Origine – Gemeinschaft der Auswanderer in der Region Krim – Italienischer Herkunft) gegründet.
Jedes Jahr am 29. Januar versammeln sich die Überlebenden und Nachkommen der italienischen Gemeinde auf dem Pier von Kertsch, wo mit einer Zeremonie an die Toten der Massendeportation der Italiener von 1942 erinnert wird.
Im Jahre 2016 wurde schließlich auch der italienischen Minderheit die Rehabilitierung zugesichert und damit die Erlaubnis für noch immer im Ausland lebende Krim-Italiener und deren Nachkommen in die historische Heimat zurückkehren zu dürfen. Dem vorausgegangen war der im Jahre 2014 unterzeichnete Erlass durch den russischen Präsidenten Wladimir Putin, welcher zunächst nur den deportierten ethnischen Minderheiten der Armenier, Bulgaren, Griechen, Krimtataren und Krimdeutschen eine Rehabilitierung und Rückkehr zubilligte.